# Pueblos eslavos

Países con predominio de etnia eslava
Eslavos occidentales
Eslavos orientales
Eslavos meridionales

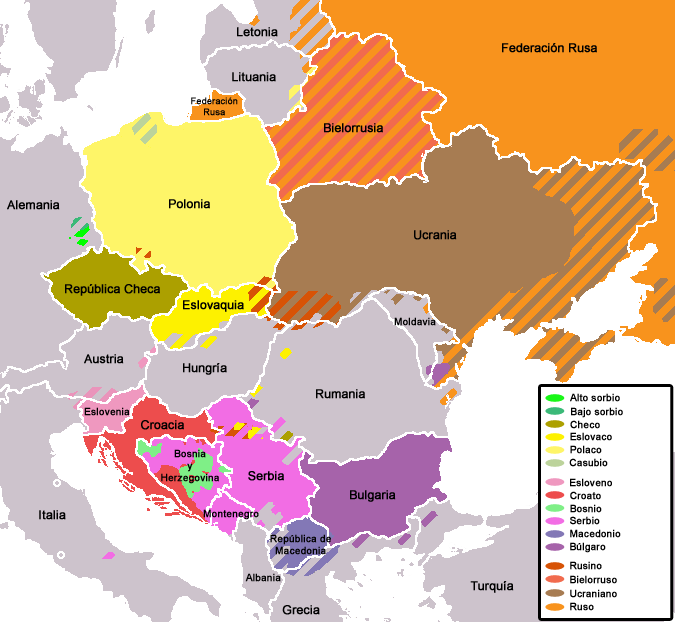
Distribución de las lenguas eslavas.

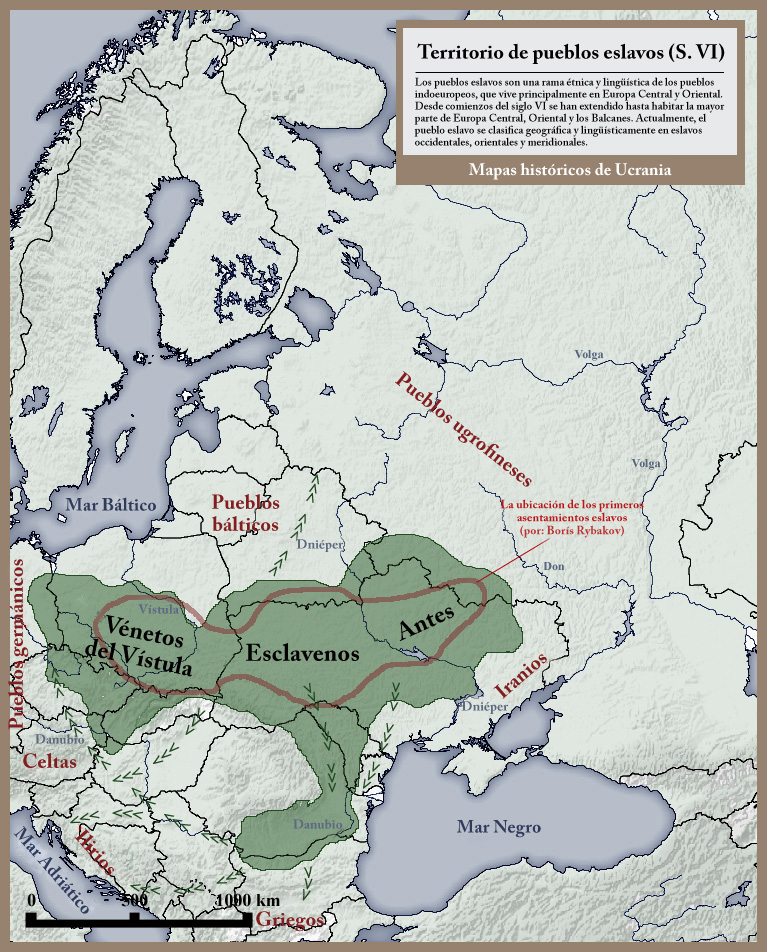
Pueblos eslavos,.

Los pueblos eslavos viven mayoritariamente en Europa. Los eslavos son el grupo etnolingüístico más grande de Europa. El núcleo de los pueblos eslavos se encontraba situado hasta el siglo VI al norte de los Cárpatos, llamados antiguamente en el siglo I por Plinio el Viejo y Tácito veneti o vénetos, en los territorios de los antiguos escitas y sármatas. Tras la caída del Imperio romano y el abandono de varias tribus germánicas de las zonas que ocupaban para trasladarse al sur, junto a una explosión demográfica, las distintas comunidades que constituían esta etnia se trasladaron por todo el continente europeo.
En su desarrollo histórico se conocen básicamente tres grupos, se estima que hay más de 300 millones de habitantes eslavos en Europa central, oriental y sudoriental.
- El de los eslavos occidentales (formado por los polacos, checos, casubios, eslovacos, sorbios y silesios) se trasladó hacia occidente y se instaló en la zona que linda con el río Danubio al sur, el río Vístula al este, el río Elba y el mar Báltico al oeste y el actual límite con la frontera de Lituania al norte. Desde el siglo VII han formado varios reinos; entre los más antiguos está la Gran Moravia, basada sobre el río Morava, en la actual República Checa. Más tarde "los países de la Corona Checa" o Polonia cuentan entre los reinos más poderosos en esta región.
- El de los eslavos orientales, que ocuparon las regiones de las llanuras de las actuales Ucrania, Bielorrusia y Rusia, por el norte hasta el lago de Ládoga, por el este hasta Moscú y por el oeste hasta las fronteras de los actuales estados de Letonia, Lituania y Estonia. Este fue el grupo más numeroso y estaba constituido por los volinios, poliano, drevlianos, kríviches, dregóviches, radímiches, viátiches y severios. Formaron con sus uniones los pueblos ruso, ucraniano, rusino y bielorruso, y se mezclaron con los varegos (nombre dado a los vikingos que colonizaron tierras en el Este de Europa).
- El de los eslavos meridionales, que se estableció en la zona de los Balcanes: croatas, serbios, eslovenos, montenegrinos, búlgaros, macedonios, bosníacos y los eslavos de Albania. Aquí se encontraron con los protobúlgaros, con quienes se mezclaron parcialmente. De ellos nacieron los estados de Bulgaria, Serbia, Eslovenia, Macedonia del Norte, Croacia, Bosnia y Montenegro.

## Origen del término «eslavo»
Aparte de las imprecisas referencias de Claudio Ptolomeo a las tribus de los slavanoi y los soubenoi, la primera vez que se habla de los eslavos usando este nombre es en el siglo VI d. C. La palabra se escribe de diferentes maneras: en griego medieval se habla de sklabenoi, sklauenoi o sklabinoi y en latín, de sclaueni, sclauini o sthlaueni. En el siglo IX, un documento en antiguo eslavo eclesiástico habla de los slověne para describir a los eslavos de los alrededores de Tesalónica. Hay otros testimonios tempranos de la palabra en antiguo eslavo oriental (slověně, para referirse a un grupo de eslavos orientales establecidos cerca de Nóvgorod y slovútich, «río Dniéper») y en croata (slavonica, un río).
La palabra eslavo se suele relacionar con las formas eslavas slava, 'gloria', 'fama', o slovo, 'palabra, conversación' (ambas similares a la forma slušati, 'oír', proveniente de una hipotética raíz indoeuropea *ḱlew-). Así pues, slověne querría decir «las personas que hablan (la misma lengua)», es decir, las personas que se entienden entre ellas, en oposición a la palabra eslava que designa a los extranjeros, nemtsy, que quiere decir «mudos» (de la forma eslava Nemi, 'mudo', 'callado', 'que no habla'). Por ejemplo, y de una manera parecida a lo que ocurre en muchas otras lenguas eslavas, la palabra polaca niemcy quiere decir 'alemán' o 'Alemania'.
Algunos estudiosos, sin embargo, han propuesto teorías alternativas para explicar el origen de la palabra. B. P. Lozinski dice que en un momento dado Slava podría haber significado 'devoto, fiel', es decir, 'practicante de la religión eslava', y a partir de ahí habría evolucionado como etnónimo. S. B. Bernstein apunta que podría derivar de una forma indoeuropea no documentada *(s)lawos, emparentada con la palabra griega laós 'población, pueblo', aunque la etimología de laós es bastante dudosa. Por su parte, a partir de la comparación con palabras similares como la forma latina cluere, 'limpiar a fondo, purificar', proveniente de una raíz desconocida que habría dado formas con un significado similar en eslavo y en otras lenguas (cf. griego klyzein, 'lavar'; inglés antiguo, hlūtor, 'limpio, puro'; noruego antiguo hlér, 'mar'; galés clir, 'claro. limpio'; lituano šlúoti, 'barrer'), Max Vasmer y otros sugieren que la palabra vendría del nombre de un río (de una manera parecida a lo que ocurre con los volcas, que habrían tomado el nombre del río Volcos).[cita requerida]

## Lengua protoeslava
El protoeslavo, la antigua lengua de la que derivan todas las lenguas eslavas, se separó del indoeuropeo en un momento y un lugar indeterminados para pasar a formar parte del grupo de lenguas baltoeslavas, fase en la que desarrolló numerosas isoglosas léxicas y morfofonológicas comunes con las lenguas bálticas. De acuerdo con la hipótesis de los kurganes (véase también cultura de los kurganes), «los indoeuropeos que no emigraron empezaron a hablar baltoeslavo».
El protoeslavo propiamente dicho se conoce a menudo con los nombres de eslavo común o protoeslavo tardío y se define como la última etapa de esta lengua antes de la división geográfica de las lenguas eslavas históricas,. Probablemente se habló entre los siglos VI y VII en un extenso territorio que iba desde Nóvgorod hasta el sur de Grecia. Parece que era una lengua de una uniformidad poco común y, a partir de los préstamos que tomó de otras lenguas y de los préstamos que les dejó, no se puede decir que tuviera unos dialectos claramente diferenciados. La unidad lingüística eslava duró al menos cien o doscientos años más, como se puede observar gracias a los manuscritos del antiguo eslavo eclesiástico, aunque se usa el dialecto local de Tesalónica, en el sur de los Balcanes, que era útil como primera lengua literaria común de los pueblos eslavos.

## Orígenes

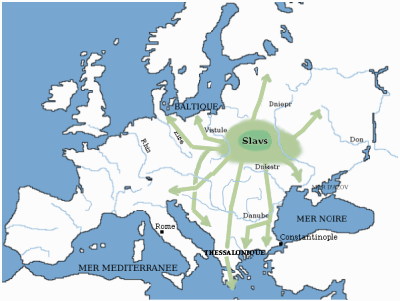
Expansión de los pueblos eslavos entre los siglos y.

Ubicación de las tribus eslavas entre los siglos y.

### El debate sobre los primeros eslavos
El lugar de origen de los hablantes de preprotoeslavo y protoeslavo es bastante discutido; diferentes teorías defienden que los primeros eslavos provendrían de los territorios de las actuales Bielorrusia, Polonia, la Rusia europea y Ucrania. Las hipótesis que se han propuesto son:
1. Hipótesis de la cultura lusaciana: los preprotoeslavos estaban establecidos en el área nororiental de la Europa central desde, al menos, el segundo milenio antes de Cristo hasta el siglo IV de nuestra era, cuando se desarrollaron las culturas lusaciana y de Przeworski (parte de la cultura de Cherniajov).
2. Hipótesis de la cultura de Milogrado: Los preprotoeslavos (o baltoeslavos) serían miembros de la cultura de Milogrado.
3. Hipótesis de la cultura de Chernoles: Los preprotoeslavos serían herederos de la cultura de Chernoles, al norte de la actual Ucrania.

El debate comenzó ya en 1745, cuando Johann Christoph de Jordan publicó De Originibus Slavici. A partir del siglo XIX, la discusión ha sido muy connotada políticamente, en especial en relación con las particiones de Polonia y del imperialismo alemán conocido como Drang nach Osten ('Avanzando hacia el este'). El debate sobre el origen germánico o eslavo de los pobladores indígenas de la orilla este del río Oder se utilizó políticamente para justificar los derechos de alemanes y polacos, respectivamente, de gobernar estas tierras.

### Primeras referencias
Plinio el Viejo y Ptolomeo mencionan una tribu de veneta establecida a orillas del río Vístula. En el año 98 a. C., Tácito se refiere a las tierras al este del Rin, el Elba, el Oder y al oeste del Vístula con el nombre de Magna Germania. Desde el Romanticismo, la teoría de la escuela alóctona expone que en el siglo VI se aplicó este término a un nuevo pueblo formado por unas tribus eslavas desconocidas; de ahí vendría posteriormente el nombre de venta aplicado a las tribus eslavas, y las leyendas medievales que hablaban de la conexión entre los polacos y los vándalos.
Los eslavos conocidos como vénetos, los antes y los sclaveni aparecen por primera vez en los registros bizantinos a comienzos del siglo VI. Los historiadores bizantinos de la época de Justiniano I (527-565), como Procopio, Jordanes y Teofilacto Simocates explican que una serie de tribus se desplazaron hasta las montañas de los Cárpatos, el bajo Danubio y el mar Negro e invadieron estas provincias del Imperio Romano de Oriente.
Jordanes expone que los vénetos se subdividían en tres grupos: los venethi, los antes y los sklavens (sclovenes, sklavinoi). El término bizantino sklavinoi pasó al árabe de la mano de los historiadores árabes medievales con la forma saqaliba.

### Etnogénesis de los eslavos
El acervo genético de los eslavos orientales (rusos, ucranianos y bielorrusos) y occidentales (polacos, checos y eslovacos) es idéntico, de acuerdo con el cromosoma Y, el ADNm y el marcador autosómico CCR5de132 lo cual es consecuente con la similitud de sus lenguas. Existen diferencias significativas con los pueblos vecinos ugrofineses, túrquicos y del norte del Cáucaso. Tal homogeneidad genética es algo inusual, dada la amplia dispersión de las poblaciones eslavas, especialmente los rusos. Juntos forman la base del grupo de genes de "Europa del Este", que también incluye húngaros y a rumanos no eslavos.
Del grupo de los eslavos orientales y occidentales, solo los rusos del norte pertenecen a un grupo genético diferente, el denominado grupo "norte-europeo", junto con los pueblos bálticos, germánicos y finlandeses bálticos (las poblaciones del norte de Rusia son muy similares a las bálticas).
Los resultados del estudio Y-DNA de 2006 "sugieren que la expansión eslava comenzó en el territorio de la actual Ucrania, lo que respalda la hipótesis de que la primera patria conocida de los eslavos se encuentra en la cuenca del Dniéper medio". De acuerdo con estudios genéticos hasta el año 2020, la distribución, variación y frecuencia de los haplogrupos R1a e I2 del Y-DNA y sus subclases R-M558, R-M458 e I-CTS10228 entre los eslavos del sur están en correlación con la difusión de las lenguas eslavas durante la expansión eslava medieval desde Europa del Este, muy probablemente desde el territorio de la actual Ucrania y el sureste de Polonia.
Otros estudios concluyen que la antigua patria eslava estaba en Pomerania, Alemania. Según un estudio de Shakhmatov de 1919, las tribus eslavas del Elba y el Vístula se trasladaron de oeste a este en dos grupos. El grupo occidental, moviéndose gradualmente hacia el norte, noreste y este, que ocuparían los territorios de la actual Bielorrusia y las áreas de Pskov, Novgorod y Smolensk de la Rusia moderna y el segundo, moviéndose hacia el sur y el sureste, asentándose gradualmente en los territorios de la actual Volinia, Ucrania y los Cárpatos. Los eslavos irían ocupando paulatinamente los territorios que conformarían el Imperio de la Rus de Kiev. Esos territorios son los actuales Bielorrusia, Rusia y Ucrania.

### Escenarios de etnogénesis

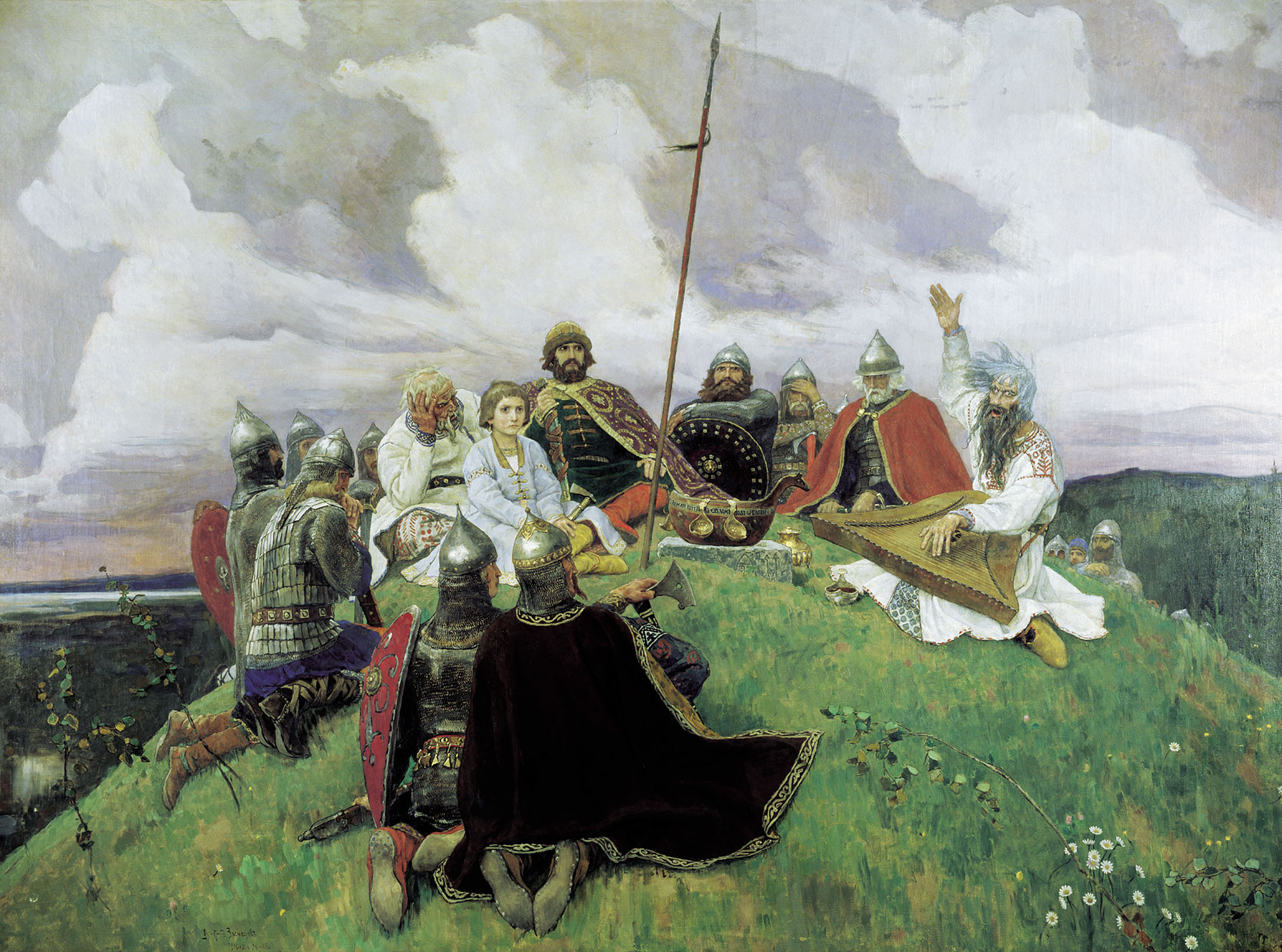
Boyan, un legendario narrador de historias e historiador oral.

La cultura de las ánforas globulares se extiende desde el cauce medio del río Dniéper hasta el Elba, a finales del cuarto milenio y principios del tercero antes de Cristo. Se ha sugerido como el lugar de un continuo germano-báltico-eslavo (comparado Hipótesis del sustrato germánico), pero la identificación de sus portadores como indoeuropeos es incierta. El área de esta cultura contiene numerosos túmulos - típicos de los originadores del IE.
La cultura Chernoles (del siglo VIII al siglo III a. C., a veces asociada con los "agricultores escitas" de Heródoto) algunas veces se presenta, ya sea como un estado en desarrollo de las lenguas eslavas o, al menos, como algún tipo de evolución de la población eslava de los tardíos-ancestrales indoeuropeos. La cultura Milogrado (700-100 a. C.), centrada aproximadamente en la actual Bielorrusia, al norte de la cultura contemporánea Chernoles, también han sido propuestos como antepasada tanto de eslavos como de bálticos.
La composición étnica de los portadores de la cultura Przeworski (siglo II a. C. hasta el siglo IV, asociadas con los Lugia) del centro y sur de Polonia, el norte de Eslovaquia y de Ucrania, incluyendo la cultura zarubintsy (siglo II a. C. hasta el siglo II d. C., también conectado con la tribu bastarnae) y siendo los otros candidatos la cultura oksywie.
Se sabe que el área del sur de Ucrania ha sido habitada por tribus escitas y sármatas antes de la fundación del reino godo. Tempranas estelas de piedra eslavas encontradas en la región del Dniester medio son muy diferentes a las estelas escitas y sármatas encontradas en Crimea.
La cultura Wielbark (gótica) desplazó la parte oriental Oksywie de la cultura Przeworski alrededor del siglo I a. C. Mientras la cultura Chernyajov (del siglo II al V, identificada con el reino multiétnico establecido por los godos emigrantes de la cultura wielbark) conduce a la decadencia de la tardía cultura Sármata en los siglos II y IV, la parte occidental de la cultura Przeworski permanece intacta hasta el siglo IV, y la cultura Kiev florece durante el mismo tiempo, entre los siglos II y V a. C. Esta cultura posterior es reconocida como la directa predecesora de las culturas Praga-Korchak y Pen'kovo (siglos VI y VII), las primeras culturas arqueológicas en las que sus portadores son indiscutiblemente identificado como eslavos.
Es probable que los proto-eslavos hubieran llegado a su etapa final en el área de Kiev. Sin embargo, no hay un acuerdo sustancial en la comunidad científica sobre la identidad de los predecesores de la cultura de Kiev. Algunos estudiosos rastrean las culturas rutena y Milogrado, otros las culturas de los chernoles "ucranianos" y los zarubintsy y aún otros la cultura Przeworski "polaca". La cultura Kiev fue invadida por los hunos alrededor del 400 d. C., lo que podría haber provocado la expansión de los proto-eslavos hacia los lugares históricos de las lenguas eslavas.